# Cesare Sighinolfi
Cesare Sighinolfi (Modena, 1833 – Suesca, 19 gennaio 1902) è stato uno scultore italiano.

## Biografia
Frequenta la Accademia di belle arti di Firenze dove entra in contatto con Pietro Cantini.

## In Italia
Dà prova delle sue capacità di scultore con le seguenti opere:
- 1863 statua del Cardinale Niccolò Forteguerri nella piazza della Cattedrale a Pistoia
- 1879 statua di Ciro Menotti a Modena
- opere varie nel Palazzo Reale di Roma

## All'estero
La sua fama travalica i confini venendo nominato scultore della corona portoghese per cui realizza dei busti della famiglia reale portoghese.
Già affermato scultore, Cesare Sighinolfi arriva a Bogotà in Colombia negli anni '80 del 1800 su invito dell'architetto Pietro Cantini nell'ambito del progetto più importante che si stava realizzando in quel tempo: la costruzione e relativa decorazione del Teatro Cristobal Colon, progettato dallo stesso Pietro Cantini. Il contratto sottoscritto dal Cantini con il Governo Colombiano prevedeva che lui e i suoi collaboratori si dedicassero anche all'insegnamento delle rispettive materie al fine di formare maestranze qualificate da impiegare nel progetto stesso.
Per quel teatro realizzò le decorazioni della terza fila di palchi nel 1893 e il monumento a Cristoforo Colombo e Isabella la Cattolica, un'opera questa modellata a Bogotà ma fusa in Italia a Pistoia, inaugurata nel 1906.
A Bogotà Cesare Sighinolfi fu il successore di Alberto Urdaneta, fondatore e direttore della Scuola di Belle Arti di Bogotà: "si può affermare che la scultura nasce in Colombia a partire dal 1886 quando Urdaneta fonda la Scuola di Belle Arti, la seconda in ordine di antichità del Continente Sud Americano, dove Cesare Sighinolfi insegnava scultura, Luigi Ramelli ornamentazione e Pietro Cantini architettura". Ciò dimostra l'importanza che ebbe Sighinolfi nel panorama artistico e culturale di Bogotà dove era tradizione dare l'’incarico di opere a scultori francesi o italiani"
Tra i suoi allievi ci fu Dionisio Cortés (1863-1934), segretario oltre che studente della Scuola di Belle Arti, che per primo in Colombia installò una fonderia di statue di bronzo a Bogotà dove nel 1896 fuse il busto di Rafael Reyes.
Massone, fu iniziato il 14 dicembre 1863 nella loggia Concordia di Firenze.

## Opere

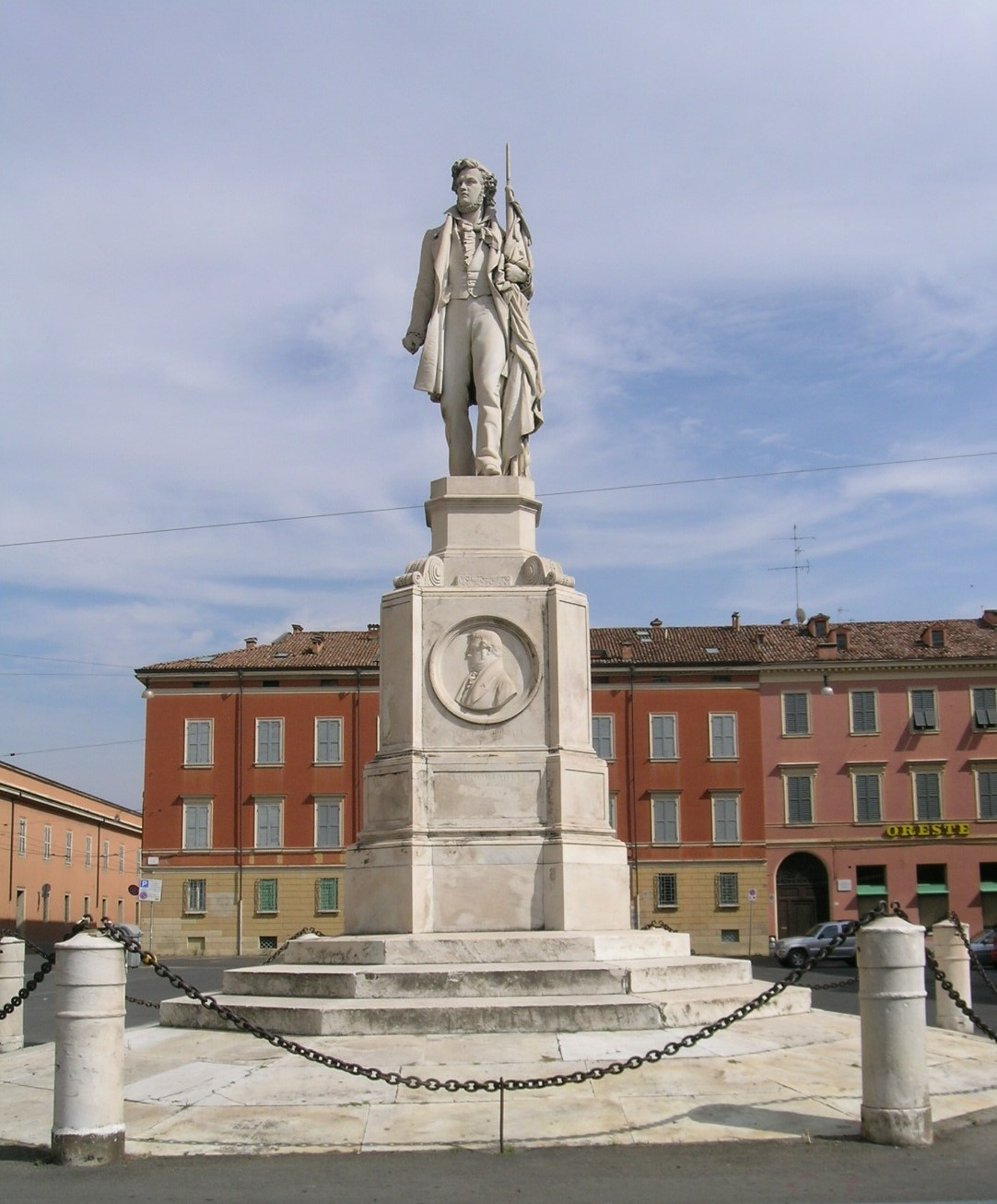
Monumento a Ciro Menotti a Modena, 1879

### In Italia
- 1863 statua del Cardinale Niccolò Forteguerri nella piazza della Cattedrale a Pistoia
- 1879 statua di Ciro Menotti a Modena
- opere varie nel Palazzo Reale di Roma

### In Portogallo
- busto della Regina Maria di Savoia
- busto del Principe Carlo
- busto del Principe Alfonso

### In Brasile
- busto dell'Imperatore Pietro II

### In Colombia
- 1893 - decorazioni della terza fila di palchi del Teatro Cristobal Colon
- 1893 - monumento di Isabella di Castiglia e Cristoforo Colombo